# Barbula swartziana
Barbula swartziana är en bladmossart som beskrevs av C. Müller 1898. Barbula swartziana ingår i släktet neonmossor, och familjen Pottiaceae. Inga underarter finns listade i Catalogue of Life.